# Kalendarium historii Namibii
Kalendarium historii Namibii

## Kalendarium

Flaga Namibii

- 1884 – utworzenie niemieckiej kolonii[1]
- 1903–1906 – toczyły się powstania ludów Nama i Hererów. Powstanie zostało krwawo stłumione (liczba ludności Herero zmniejszyła się o ok. 75%)[1]
- 1914–1918 – RPA objęło tereny nad współczesną Namibią w czasie I wojny światowej i przyłączyło ją do swojego terenu jako Afryka Południowo-Zachodnia[1]
- 1960 – powstała niepodległościowa organizacja SWAPO. Organizacja padła ofiarą represji politycznych przez co niektórzy działacze kontynuowali działalność z sąsiednich państwach Afryki[2][3]
- 1966 – uznanie przez Zgromadzenie Ogólne Narodów Zjednoczonych nielegalności rządów RPA w Namibii i uznanie ich za bezprawną okupację[4]
- 26 sierpnia 1966 – siły partyzanckie SWAPO rozpoczęły atak przeciwko wojskom RPA w Omugulugwombashe. Atak jest uważany za początek wojny o niepodległość[5]
- 1977 – powstaje umiarkowana namibijska partia Sojusz Demokratyczny Turnhalle stanowiąca w późniejszych latach opozycją wobec SWAPO
- 1989 – pierwsze wybory generalne w Namibii, zwycięstwo SWAPO
- 1990 – uznanie niepodległości Namibii[1]
- 1994 – powstała Armia Wyzwoleńcza Caprivi – organizacja separatystyczna dążąca do odłączenia od reszty kraju regiony Caprivia[6]. W tym samym roku odbyły się drugie wybory generalne[7]
- 1998–2003 – Namibia włączyła się w II wojnę domową w Kongu
- 1999 – oddziały separatystów dokonały ataków na posterunki policji i stanowiska wojskowe w regionach objętych separatyzmem. Do ostatniego ataku separatystów doszło we wrześniu tego samego roku. Organizacja została rozbita w tym samym roku[8][6]. W tym samym roku odbyły się trzecie wybory generalne[7]
- 2004 – czwarte wybory generalne w historii kraju[7][7]. Wybory prezydenckie z wynikiem 76,4% głosów poparcia, zwyciężył Hifikepunye Pohamba[9]
- 2009 – wybory generalne zakończone zwycięstwem SWAPO[10][11]